# 6989 Hoshinosato
6989 Hoshinosato (1994 XH1) là một tiểu hành tinh vành đai chính được phát hiện ngày 6 tháng 12 năm 1994 bởi T. Kobayashi ở Oizumi.